# Kollektivistischer Anarchismus
Der Kollektivistische Anarchismus (auch als Anarchokollektivismus bekannt) ist eine von Michail Bakunin geprägte sozialistische Strömung des Anarchismus, welche die Abschaffung des Staates und des Privateigentums an Produktionsmitteln zum Inhalt hat.

## Überblick

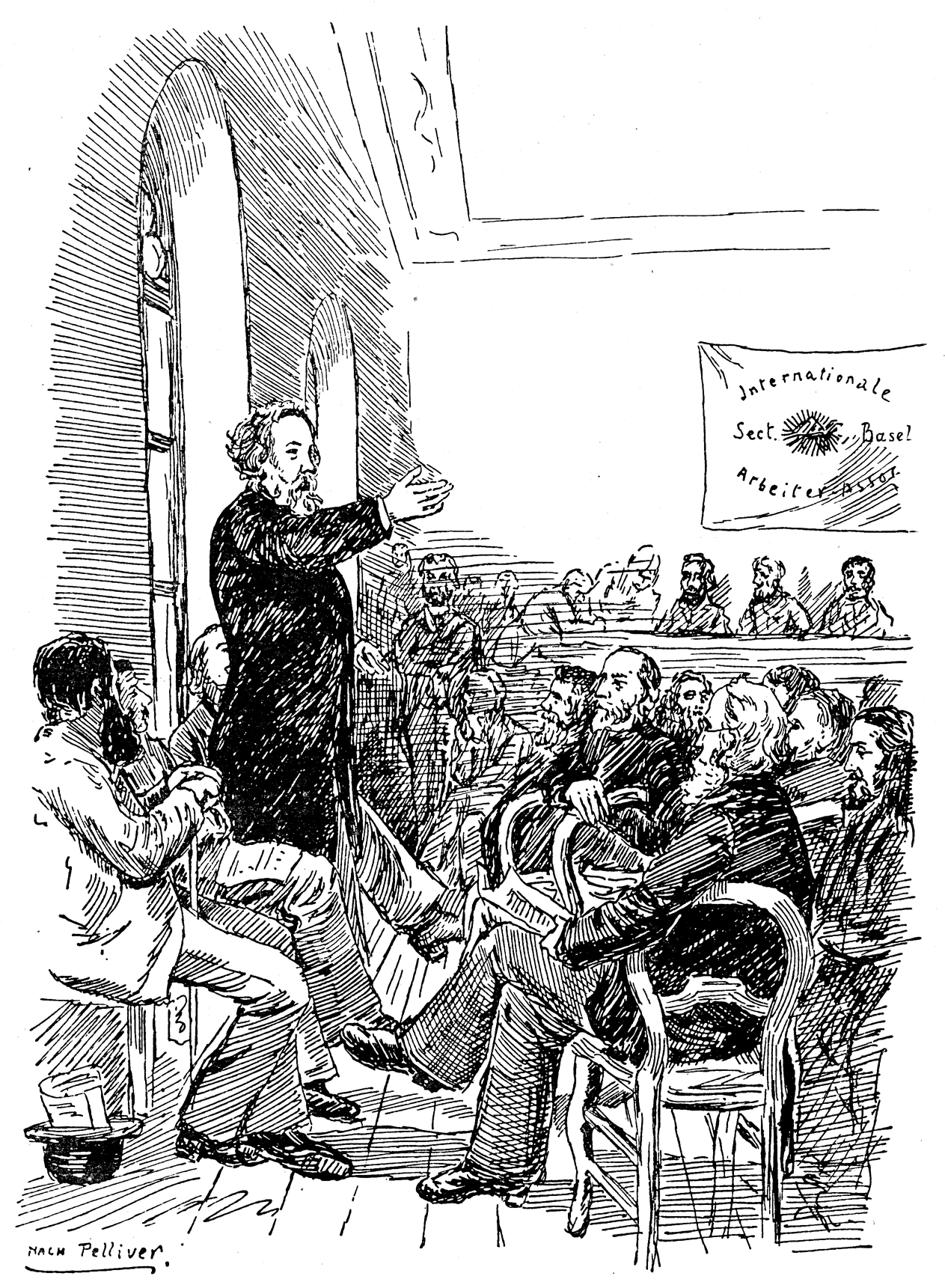
Bakunin spricht zu Mitgliedern der Internationalen Arbeiterassoziation auf dem Kongress von Basel 1869. Das Bild wurde vom spanischen Internationalisten Rafael Farga Pellicer gezeichnet.

Statt des Privateigentums an Produktionsmitteln und der Organisierung als Staat sollen die Arbeitsmittel in Kollektivbesitz sein und von den Produzenten selbst kontrolliert und verwaltet werden. Arbeiter sollen nach diesem Modell von demokratischen Institutionen nach ihrer Arbeitszeit vergütet werden. Diese Einkünfte sollten verwendet werden, um Artikel in einem kommunalen Markt zu erwerben. Dies ist dem Anarchokommunismus entgegengesetzt, bei dem Gehälter abgeschafft sein und Individuen sich frei aus einem Warenhaus „nach ihren Bedürfnissen“ bedienen sollen. Daher wird Bakunins „kollektivistischer Anarchismus“ als Mischform aus Individualismus und Kollektivismus gesehen. Hierbei bezieht sich der Terminus „Individualismus“ auf Einzelpersonen, die nach der Herstellung ihrer Arbeitsprodukte entlohnt werden, in dem Sinne, dass sie ihre eigenen Arbeitswerkzeuge besitzen und in irgendeiner Form vergütet werden. „Kollektivismus“ beschreibt hier gemeinschaftlichen Besitz von Land und Produktionsmitteln. Kollektivistischer Anarchismus wird zumeist mit Michail Bakunin, dem antiautoritären Flügel der Ersten Internationale und dem frühen Anarchismus in Spanien in Verbindung gesetzt. Die Anarchist FAQ fasst kollektivistischen Anarchismus wie folgt zusammen:

„Der Hauptunterschied zwischen Kollektivisten und Kommunisten besteht in der Frage des Gelds nach der Revolution. Anarchokommunisten sehen die Abschaffung des Gelds als entscheidend an, während Anarchokollektivisten das Ende des Privatbesitzes an Produktionsmitteln als Schlüssel betrachten. Wie Kropotkin sagte „[Kollektivistischer Anarchismus] bezeichnet einen Zustand, in dem alle Notwendigkeiten für die Produktion gemeinschaftlich von Arbeitsgruppen und freien Gemeinden besessen werden, während der Weg der Verteilung der Arbeit, kommunistisch oder anders, von jeder Gruppe selbst erledigt wird.“ Während Kommunisten und Kollektivisten zugleich die Produktion durch freie Arbeiterassoziationen durchführen lassen wollen, unterscheiden sie sich in der Art, wie die hergestellten Güter verteilt werden sollten. Kommunismus beruht auf dem freien Verbrauch der Güter durch alle, während Kollektivismus eher die Verteilung der Güter nach geleisteter Arbeit vornimmt. Trotzdem sind die meisten Anarchokollektivisten der Ansicht, dass nach einer Zeit des Anstiegs der Produktivität und Anwachsens des Gemeinschaftssinns das Geld verschwinden werde.“

Viele zeitgenössische Kollektivisten vertreten weiterhin ihre Form des Anarchismus als beständiger Gesellschaft, statt zum Anarchokommunismus zu wechseln. Einige kollektivistische Anarchisten wie die Anhänger von Participatory Economics vertreten eine Form der Vergütung und Gutschrift, lehnen jedoch Geld und Markt weiterhin ab.
Andere bekannte Befürworter des kollektivistischen Anarchismus beziehen sich auf den deutschen Anarchisten Johann Most, bevor er kommunistischer Anarchist wurde. In heutiger Zeit sehen viele Syndikalisten den kollektivistischen Anarchismus als die bevorzugte Form des Wirtschaftens. Die kollektivistischen Anarchisten nutzten zuerst den Terminus 'kollektivistisch', um sich von den Mutualisten in der Nachfolge Proudhons und den Karl Marx zugeordneten Staatssozialisten abzugrenzen. Im Namen der Freiheit schrieb Bakunin „wir sollten immer gegen alles protestieren, das in irgendeiner Form Kommunismus oder Staatssozialismus ähnelt“, diese erachtete Bakunin grundsätzlich autoritär.

## Erste Internationale
Der belgische Sozialist César De Paepe gilt gemeinsam mit Michail Bakunin als Begründer des kollektivistischen Anarchismus, dessen Idee beide unabhängig voneinander erstmals im Jahre 1866 formulierten. Gegen den Widerstand von Proudhonisten sprach sich eine Mehrheit auf den Kongressen der Internationale in Brüssel (6.–13. September 1868) und Basel (6.–11. September 1869) für das Kollektiveigentum aus. Seit dem Kongress in Basel wurde diese Konzeption als Kollektivismus bezeichnet. Die antiautoritären Sektionen der Ersten Internationale proklamierten auf dem Kongress von Saint-Imier 1872, dass „die Bestrebungen des Proletariats keinen anderen Zweck als unabhängig von Staatsregierungen absolut freie ökonomische Organisation und auf Arbeit und Gleichheit aller fußende Vereinigung haben können“, in welcher jeder Arbeiter „das Recht haben soll, den Großteil der Früchte seiner Arbeit zu genießen und somit seine volle geistige, materielle und moralische Kraft in gemeinschaftlichem Rahmen zu entfalten.“ Diese revolutionäre Veränderung könne nur „durch spontane Aktionen des Proletariats selbst, seiner Handelsinstitutionen und autonomen Kommunen kommen.“ Eine vergleichbare Haltung wurde von der Arbeiterassoziation der spanischen Region 1882 vertreten, wie vom anarchistischen Veteranen der Ersten Internationale, José Llunas Pujols, in seinem Essay Collectivism. dargestellt wird.
In den frühen 1880er Jahren hatten die meisten europäischen Anarchisten anarchokommunistische Vorstellungen übernommen, die das Abschaffen der Lohnarbeit und Verteilung der Güter nach Bedürfnissen vorsah. Ironischerweise wurde das Etikett „kollektivistisch“ zunehmend mit dem autoritären Staatssozialismus von Karl Marx verbunden, der das System der direkten Vergütung von Arbeit bis zur Überführung der Gesellschaft in den vollen Kommunismus beibehalten wollte. Der kommunistische Anarchist Peter Kropotkin griff diese Position in seinem Aufsatz Das kollektivistische Arbeitslohnsystem an, der in das Werk Die Eroberung des Brotes 1892 eingeflossen ist.

## Theorie
Der Unterschied zwischen kollektivistischem Anarchismus und Anarchokommunismus besteht darin, dass in ersterem die Produktionsmittel kollektiviert werden, aber ein Entlohnungssystem auf Basis der geleisteten Arbeit beibehalten werden soll. Anarchokommunismus bezieht die Sozialisierung sowohl der Produktions- als auch der Distributionssphäre mit ein. Statt 'jedem entsprechend seiner Arbeit' würden im Anarchokommunismus die Gemeinschaften die Grundbedürfnisse ihrer Mitglieder frei von Entgelt bereitstellen und der Maxime 'jedem nach seinen Bedürfnissen' folgen.
Proudhon definierte den Unterschied des kollektivistischen im Gegensatz zum kommunistischen Anarchismus darin, dass bei ersterem ein kollektives Eigentum an Produktions- und Distributionsmitteln bewahrt bleibe, während der kommunistische Anarchismus jede Form von Eigentum inklusive der Produktionsmittel durch Einzelpersonen und Kollektive ablehne. Kommunistische Anarchisten sind davon überzeugt, dass Verpflegung und wirtschaftliche Mittel Gemein- oder Sozialeigentum sein sollten und höchstens direkter persönlicher Besitz Privateigentum. Kollektivistische Anarchisten stimmen damit überein, aber Kollektivisten wie Michail Bakunin waren von einer Form des Arbeitsentgelts überzeugt, während kommunistische Anarchisten wie Peter Kropotkin den Standpunkt vertraten, dass Arbeitsentgelte zu einer anderen Form der Währung führen und damit einen Staat hervorbringen würden. Zusammengefasst vertreten kollektivistische Anarchisten Freiheit in Form kollektiven Eigentums in der Produktionssphäre und kommunalen Markts in der Distributions- und Dienstleistungssphäre sowie angemessenen Lohns für geleistete Arbeit. Der kollektivistische Anarchismus kann so als Kombination aus Mutualismus und kommunistischem Anarchismus angesehen werden.
Kollektivistische Anarchisten lehnen Währungen nicht notwendigerweise ab, doch sie schlagen häufig eine andere Form des Arbeitsentgelts vor. Klassischerweise betrachteten viele Kollektivisten ihre Form als Übergangslösung zum kommunistischen Anarchismus, andere sehen in der Weiterverwendung von Zahlungsmitteln eine stabile Form. Der kollektivistische Anarchist James Guillaume argumentierte, dass eine solche Sozialgesellschaft „die mutualistische Form der Benutzung von Produktionsmitteln garantiert, die als Eigentum der einzelnen Gruppen verbleibt und so im gegenseitigen Vertrag zum Kollektiveigentum der gesamten Föderation wird. So kann die anarchistische Föderation der Gruppen die Produktionsraten an die schwankenden Bedürfnisse der Gesellschaft anpassen.“ Sie argumentieren zudem mit der Autonomie des Arbeitsplatzes und Selbstverwaltung: „die Arbeiter der verschiedenen Fabriken haben nicht das leiseste Interesse daran, ihre hart erkämpfte Kontrolle über ihre Arbeitsgeräte einer übergeordneten Macht zu übertragen, die sich selbst das 'Unternehmen' nennt.“

## Umsetzung
In Spanien erzielten kollektivistische Projekte positive Ergebnisse. Quellen aus der spanischen Revolution in Katalonien sagen

„Im Vertrieb verzichteten die kollektivistischen Kooperativen auf Mittelsmänner, kleine Händler, Grossisten, Geschäftemacher und Schieber, was sich positiv auf die Verbraucherpreise auswirkte. Die Kollektive eliminierten die meisten parasitären Elemente des ländlichen Lebens und hätten alle zusammen ausgerottet, wenn sie nicht von korrupten Behörden und politischen Parteien geschützt worden wären. Nichtkollektivistische Gegenden profitierten indirekt von den niedrigeren Preisen sowie den Gratisdienstleistungen, die oft von den Kollektiven angeboten wurden (Wäschereien, Kinos, Schulen, Frisör- und Schönheitssalons etc.).“

In Deutschland existierte von 1994 bis 1996 mit „WESPE“ ein Zusammenschluss von 14 selbstverwalteten Betrieben auf kollektivistischer Basis. Nach Problemen löste sich „WESPE“ auf.